# Občina Naklo
Občina Naklo je ena od občin v Republiki Sloveniji. Občina se nahaja v Ljubljanski kotlini, natančneje med terasama Save in Tržiške Bistrice. Občina obsega 28 km² in je sestavljena iz 13 naselij.

## Zgodovina občine
Zakon o občinah je bil sprejet 4.3.1849. Občina Naklo je bila ustanovljena leta 1854 in je spadala pod okraj Kranj v katerega je spadalo skupno 17 občin. Na območju Kranjske je bilo 348 občin. Vse do prve svetovne vojne je občina Naklo ohranila svoj status.
Po prvi svetovni vojni je sledil propad Avstro-ogrske monarhije in ustanovitev države SHS. V času države SHS in kasneje v času Kraljevine SHS ni prišlo do večjih sprememb v samoupravi. V začetku 30. let 20. stoletja pa se je oblast v Kraljevini Jugoslaviji vršila na 3 ravneh: banovinah, srezih in občinah. Občina Naklo je spadala pod Dravsko banovino, natančneje pod kranjski srez. V krajnski srez so poleg Nakla spadale občine Cerklje, Jezersko, Kovor, Kranj, Križe, Preddvor in Predoslje.
Po drugi svetovni vojni je bilo celotno ozemlje Slovenije razdeljeno na pet okrožij. Okrožja so leta 1952 ukinili in jih zamenjali s samoupravnimi oblikami kot so mesta, okraji in občine. V okraju Kranj je bilo 22 občin, ena izmed občin je bila tudi Naklo. Tri leta kasneje pa so vzpostavili sistem, kjer so občine dobile položaj komune. To je pomenilo, da so občine za svoje delovanje potrebovale večje zaokrožene gospodarske enote s samostojnimi gospodarskimi središči. Posledično so mnoge občine izginile. V okraju Kranj je število občin iz 22 upadlo na 11. Ena izmed ukinjenih občin je bilo tudi Naklo. Število okrajev in občin je upadalo vse do leta 1964. V Sloveniji smo imeli 4 okraje: Celje, Ljubljana, Maribor in Koper in le 62 občin. 
Leta 1974 pa so se na območju nekdanjih občin ustanovili krajevne skupnosti. Krajevna skupnost Kranj je imela 34 članic, ena izmed njih je bila tudi krajevna skupnost Naklo. Slednja oblika oblasti se je ohranila pri nas vse do osamosvojitve Slovenije.

## Občina danes
Občina Naklo je bila ustanovljena 1.1.1995. Ob popisi prebivalstva leta 2022 je občina imela 5460 prebivalcev, od tega 2750 moških in 2710 žensk. Gostota poselitve prebivalstva je v občini višja kot na ravni države. V občini je znašala 193 prebivalcev/km², medtem ko je na ravni države 104 prebivalcev/km². Naravni prirastek je v občini negativen, selitveni prirastek pa pozitiven. Lega ob prometnem koridorju pa občini omogoča razvoj gospodarstva. V industrijski coni Naklo se nahajajo večja podjetja kot so Merkur, Mercator, Meersteel, poleg teh pa je tam registriranih tudi več kot 400 manjših podjetij. Zaradi izvrstne lege, prometnih povezav in bližine do večjih gospodarskih centrov po državi pa občino krasijo močno razvito malo podjetništvo, intenzivno kmetijstvo ter društvena dejavnost. Imajo svojo devetletno osnovno šolo v sklopu katere deluje tudi vrtec.

## Naselja v občini
Bistrica, Cegelnica, Gobovce, Malo Naklo, Naklo, Okroglo, Podbrezje, Polica, Spodnje Duplje, Strahinj, Zadraga, Zgornje Duplje, Žeje

## Osebnosti iz občine Naklo
glej Seznam osebnosti iz občine Naklo